# Мужская сборная Сербии и Черногории по волейболу
Мужская сборная Сербии и Черногории по волейболу представляла в 1992—2002 годах Союзную Республику Югославия, а в 2003—2006 годах государственное сообщество Сербия и Черногория на международных соревнованиях по волейболу.

## История
В мае 1992 года в Монпелье волейболисты, представлявшие после распада СФРЮ новообразованную Союзную Республику Югославия, сыграли в отборочном турнире Олимпийских игр-1992 и уступили в борьбе за олимпийскую путёвку сборной Франции. В связи с санкциями, применёнными международными властями к Югославии вследствие событий на Балканах, сборная этой страны с июля 1992 года была отстранена от участия в международных матчах.  
Вынужденный перерыв длился почти три года. 26 февраля 1995 года югославские волейболисты вышли на старт отборочного турнира чемпионата Европы в игре против Дании и выиграли со счётом 3:1. Команда, которую возглавлял Зоран Гаич, успешно преодолела квалификационный турнир, а в сентябре 1995-го во весь голос заявила о себе и в финальной стадии чемпионата, проходившего в Афинах — «юги» заняли третье место, пропустив вперёд себя только признанных грандов из Италии и Нидерландов. А в следующем году югославская команда в четвертьфинале Олимпийских игр в Атланте выбила из розыгрыша победителей предыдущей Олимпиады — бразильцев, и в итоге выиграла бронзовые медали. 
В мировой волейбольной элите появилась новая сборная, которая на протяжении всей своей короткой истории показывала очень стабильные результаты: на всех топ-турнирах вплоть до 2003 года югославская команда, которую за приверженность к жёстким схемам игры и отлаженность механизма командных взаимодействий сравнивали с машиной, доходила как минимум до полуфинала.
Главного своего достижения она добилась на Олимпийских играх в Сиднее, обыграв по ходу турнира всех его фаворитов: в четвертьфинале — чемпионов Атланты-1996 голландцев, в полуфинале — всего в трёх партиях — итальянцев, а в финале со столь же убедительным преимуществом сборную России. Олимпийский финал, продолжавшийся всего 68 минут, югославская команда провела без замен, одним великолепно сыгранным составом, в который входили Никола Грбич, Иван Милькович — Владимир Грбич, Горан Вуевич — Андрия Герич, Дьюла Мештер и либеро Васа Миич. 
Стабильность состава являлась одной из главнейших причин высоких результатов югославской сборной, хотя даже без Владимира Грбича — главного героя Олимпийского финала Сиднея-2000 — команда Гаича через год после олимпийского триумфа выиграла чемпионат Европы, на стадии плей-офф вновь уверенно обыграв сборные России и Италии. 
После Мировой лиги-2002 Зорана Гаича на посту тренера сменил Веселин Вукович, ранее работавший с молодёжной сборной. С 2003 года команда выступала как сборная Сербии и Черногории под руководством Любомира Травицы. На Олимпийских играх в Афинах она уступила в четвертьфинале сборной России и осталась без медалей, что во многом было связано с болезнью её сильнейшего нападающего Ивана Мильковича, пропустившего этот матч. 
Последним турниром, в котором балканская команда выступала под флагом Сербии и Черногории стал чемпионате мира 2006 года, куда команда отправилась с новым тренером Игором Колаковичем, бывшим помощником Любомира Травицы. Стартовая победа со счётом 3:0 над сборной России открыла команде дорогу в полуфинал, где она уступила практически непобедимым бразильцам. Матч за 3-е место, проигранный со счётом 1:3 сборной Болгарии стал последней игрой в истории сборной Сербии и Черногории. С 2007 года её игроки стали выступать за сборную Сербии и начала свою историю сборная Черногории.

## Результаты выступлений

### Олимпийские игры
| \| Год \| И \| В \| П \| С/П \| Место \| \| ----- \| -- \| -- \| - \| ----- \| ----- \| \| 1996 \| 8 \| 5 \| 3 \| 16:4 \| 3-е \| \| 2000 \| 8 \| 6 \| 2 \| 21:11 \| 1-е \| \| 2004 \| 6 \| 4 \| 2 \| 13:9 \| 5-е \| \| Всего \| 22 \| 15 \| 7 \| 50:24 \| \| |    | 1996: Владимир Батез, Деян Брджович, Горан Вуевич, Андрия Герич, Владимир Грбич, Никола Грбич, Джордже Джурич, Райко Йоканович, Слободан Ковач, Дьюла Мештер, Жарко Петрович, Желько Танаскович. · 2000: Владимир Батез, Слободан Бошкан, Горан Вуевич, Игор Вушурович, Андрия Герич, Владимир Грбич, Никола Грбич, Слободан Ковач, Дьюла Мештер, Васа Миич, Иван Милькович, Велько Петкович. |   |       |       |
| Год | И  | В | П | С/П   | Место |
| 1996 | 8  | 5 | 3 | 16:4  | 3-е   |
| 2000 | 8  | 6 | 2 | 21:11 | 1-е   |
| 2004 | 6  | 4 | 2 | 13:9  | 5-е   |
| Всего | 22 | 15 | 7 | 50:24 |       |

### Чемпионаты мира
| \| Год \| И \| В \| П \| С/П \| Место \| \| ----- \| -- \| -- \| - \| ----- \| ----- \| \| 1998 \| 12 \| 10 \| 2 \| 31:10 \| 3-е \| \| 2002 \| 9 \| 7 \| 2 \| 22:8 \| 4-е \| \| 2006 \| 11 \| 8 \| 3 \| 26:13 \| 4-е \| \| Всего \| 32 \| 25 \| 7 \| 79:31 \| \| |    | 1998: Владимир Батез, Игор Вушурович, Слободан Бошкан, Горан Вуевич, Андрия Герич, Владимир Грбич, Никола Грбич, Джордже Джурич, Дьюла Мештер, Иван Милькович, Велько Петкович, Желько Танаскович. · 2006: Деян Бойович, Слободан Бошкан, Новица Бьелица, Горан Вуевич, Андрия Герич, Владимир Грбич, Никола Грбич, Иван Милькович, Милош Никич, Велько Петкович, Марко Подрашчанин, Марко Самарджич. |   |       |       |
| Год | И  | В | П | С/П   | Место |
| 1998 | 12 | 10 | 2 | 31:10 | 3-е   |
| 2002 | 9  | 7 | 2 | 22:8  | 4-е   |
| 2006 | 11 | 8 | 3 | 26:13 | 4-е   |
| Всего | 32 | 25 | 7 | 79:31 |       |

### Чемпионаты Европы
| \| Год \| И \| В \| П \| С/П \| Место \| \| ----- \| -- \| -- \| -- \| ------ \| ----- \| \| 1995 \| 7 \| 5 \| 2 \| 16:7 \| 3-е \| \| 1997 \| 7 \| 5 \| 2 \| 16:7 \| 2-е \| \| 1999 \| 5 \| 3 \| 2 \| 11:8 \| 3-е \| \| 2001 \| 7 \| 6 \| 1 \| 20:6 \| 1-е \| \| 2003 \| 7 \| 4 \| 3 \| 17:11 \| 4-е \| \| 2005 \| 7 \| 6 \| 1 \| 20:6 \| 3-е \| \| Всего \| 40 \| 29 \| 11 \| 100:45 \| \| |    | 1995: Слободан Бошкан, Деян Брджович, Горан Вуевич, Андрия Герич, Владимир Грбич, Никола Грбич, Джордже Джурич, Райко Йоканович, Слободан Ковач, Дьюла Мештер, Жарко Петрович, Желько Танаскович. · 1997: Владимир Батез, Слободан Бошкан, Горан Вуевич, Андрия Герич, Владимир Грбич, Никола Грбич, Джордже Джурич, Райко Йоканович, Слободан Ковач, Дьюла Мештер, Велько Петкович, Желько Танаскович. · 1999: Владимир Батез, Слободан Бошкан, Горан Вуевич, Андрия Герич, Владимир Грбич, Никола Грбич, Джордже Джурич, Дьюла Мештер, Васа Миич, Иван Милькович, Велько Петкович, Желько Танаскович. · 2001: Слободан Бошкан, Горан Вуевич, Игор Вушурович, Андрия Герич, Владимир Грбич, Никола Грбич, Райко Йоканович, Горан Марич, Дьюла Мештер, Васа Миич, Иван Милькович, Эдин Шкорич. · 2005: Новица Бьелица, Деян Бойович, Слободан Бошкан, Горан Вуевич, Андрия Герич, Никола Грбич, Иван Илич, Иван Милькович, Александр Митрович, Марко Самарджич, Драган Станкович, Боян Янич. |    |        |       |
| Год | И  | В | П  | С/П    | Место |
| 1995 | 7  | 5 | 2  | 16:7   | 3-е   |
| 1997 | 7  | 5 | 2  | 16:7   | 2-е   |
| 1999 | 5  | 3 | 2  | 11:8   | 3-е   |
| 2001 | 7  | 6 | 1  | 20:6   | 1-е   |
| 2003 | 7  | 4 | 3  | 17:11  | 4-е   |
| 2005 | 7  | 6 | 1  | 20:6   | 3-е   |
| Всего | 40 | 29 | 11 | 100:45 |       |

### Мировая лига
| - 1997 — 7-е место - 1998 — 6-е место - 2000 — 4-е место - 2001 — 4-е место - 2002 — 3-е место - 2003 — 2-е место - 2004 — 3-е место - 2005 — 2-е место - 2006 — 5-е место | 2003 — 3-е место 2001 — 3-е место |

## Тренеры
- 1995—2002 — Зоран Гаич
- 2002—2003 — Веселин Вукович
- 2003—2006 — Любомир Травица
- 2006 — Игор Колакович